# まんまみ〜や
めざましどようび まんまみ〜や（Mezamashi Sartedey Mamma Miyya）とは、フジテレビ系列土曜日朝の情報番組・めざましどようび内で放送されていたコーナーで、いわゆる社会科見学コーナー。ココ調の土曜日バージョンともいえる。

## 概要
2012年4月よりスタートした新コーナーで、新規オープンした新商業施設や最新イベント、さらには話題の観光地を先行公開という形でVTRとともに紹介していくコーナー。実況は福井慶仁が担当。リポーターは新お天気おねえさんの曽田麻衣子が出演する。4月から従来放送していた「ココ調」が土曜日分はTOP OF THE WORLD（トップオブザ・ワールド）というタイトルの海外ロケ企画に変わったため、その代替で開始されたコーナーで、本番組内の社会科見学企画としての後継コーナーともいえる。テーマは「まんま見よう、まんま見ればわかるさ」。
「まんまカメラくん」というムービーカメラを模したキャラクター（ただし姿は見えない）が主人公というスタイルで取材し、それに付き添う形で曽田と福井がリポートする。内容によってはリポーターがまんまカメラくんに向かって話しかけたりポーズするというしぐさも見られる。
主に関東地方の施設を扱うことが多いが、西日本や東北・北海道方面の紹介となるときもある。
放送時間は7:10頃から。ただし重要なニュースや他特別企画、また本放送の内容によっては放送されないこともある。

## 過去の放送
| 放送回 | 放送日         | 施設                                                 | テーマ                                                  |
| ------ | -------------- | ---------------------------------------------------- | ------------------------------------------------------- |
| 15     | 2012年10月13日 | 鉄道博物館                                           | あすは鉄道の日!鉄道博物館まんまみ〜や                   |
| 16     | 2012年10月20日 | 立山 黒部ダム                                        | 紅葉が見ごろ!立山黒部アルペンルートまんまみ〜や         |
| 00     | 2012年10月27日 | 放送なし                                             | 「どようびのにゃんこ」スペシャルで休止                  |
| 17     | 2012年11月3日  | 赤城乳業・江崎グリコ 森永製菓 各本社工場             | 見て!触れて!学ぶ! お菓子工場見学施設まんまみ〜や        |
| 18     | 2012年11月10日 | 熊野古道                                             | 秋の世界遺産ハイキング 熊野古道まんまみ〜や             |
| 19     | 2012年11月17日 | ナガシマリゾート                                     | 温泉シーズン到来!巨大リゾート施設まんまみ〜や           |
| 20     | 2012年11月24日 | 東京大学 駒場祭                                      | 史上最大級の学園祭へ!東大駒場祭まんまみ〜や             |
| 21     | 2012年12月1日  | 富士急ハイランド                                     | 冬も楽しい!富士急ハイランドまんまみ〜や                 |
| 22     | 2012年12月8日  | ハウステンボス                                       | 約1000万球のイルミネーション ハウステンボスまんまみ〜や |
| 23     | 2012年12月15日 | よみうりランド・としまえん 東京スカイツリータウン    | 東京Xmasイルミネーション まんまみ〜や                   |
| 24     | 2012年12月22日 | 東京ソラマチ・渋谷ヒカリエ ダイバーシティ東京 プラザ | 新注目スポット Xmasギフトまんまみ〜や                   |
| 25     | 2012年12月29日 | 東京駅                                               | 100連発!東京駅の帰省みやげ まんまみ〜や                 |